# Chlamydophila felis
Chlamydophila felis ist ein Bakterium aus der Gruppe der Chlamydien und der bakterielle Erreger des Katzenschnupfens, genauer gesagt der Felinen Chlamydiose. Es wurde früher als Variante der Art Chlamydia psittaci angesehen und 1999 als eigene Spezies etabliert. Das Genom des Stammes Chlamydophila felis Fe/C-56 wurde 2006 vollständig sequenziert.

## Merkmale
Chlamydophila felis zeigt die typischen Merkmale der Gruppe der Chlamydien, kann sich also nur intrazellulär, d. h. innerhalb der Zellen eines Wirts vermehren. Wie andere Chlamydien existiert es in Form von stoffwechselinaktiven Elementarkörperchen (EK), die für den Infektionsweg bedeutsam sind und als Netzkörperchen (Retikularkörperchen, Abkürzung RK) in den Wirtszellen leben. Es wird als gramnegatives Bakterium bezeichnet, da es – als Elementarkörperchen – in der Gramfärbung durch die verwendeten Farbstoffe rot angefärbt wird. Verursacht wird dies normalerweise durch eine dünne Mureinschicht (bestehend aus Peptidoglycanen) in der Zellwand, im Gegensatz zu den grampositiven Bakterien, die über eine dicke Mureinschicht verfügen. Genetische Untersuchungen haben bewiesen, dass die Vertreter der Familie Chlamydiaceae Gene besitzen, die für die Synthese der Peptidoglycane benötigt werden. Allerdings zeigen die Untersuchungen, dass ihre Zellwände nur sehr geringe Mengen oder gar kein Peptidoglycan enthalten.
Wegen des parasitären Stoffwechsels kann man C. felis nicht auf den in der Mikrobiologie üblicherweise verwendeten Nährmedien kultivieren, man benötigt stattdessen Zellkulturen. Dabei werden üblicherweise HeLa-Zellen (menschliche Epithelzellen) verwendet. Zur Unterscheidung von Chlamydia-Arten ist die Erkenntnis von Bedeutung, dass C. felis kein Glykogen als Speicherstoff produzieren kann.

### Genetik
Das Genom des Stammes Chlamydophila felis Fe/C-56 wurde 2006 vollständig sequenziert. Dieser Bakterienstamm wurde von einer an Konjunktivitis (Bindehautentzündung) erkrankten Hauskatze isoliert. Das Genom weist eine Größe von 1174 Kilobasenpaaren (kb) auf, das ist lediglich 25 % der Genomgröße von Escherichia coli. Es sind 1013 Proteine annotiert. Die geringe Genomgröße ist ein Hinweis auf die parasitäre Lebensweise, das Bakterium hat im Laufe der Zeit die Fähigkeit zur Synthese zahlreicher Metabolite verloren, da es diese durch die Wirtszellen erhält.
Das Ergebnis der Sequenzierung zeigt einen GC-Gehalt (den Anteil der Nukleinbasen Guanin und Cytosin) in der Bakterien-DNA von etwa 39 Mol-Prozent. Neben dem Bakterienchromosom besitzt dieser Stamm von C. felis auch ein Plasmid mit einer Genomgröße von 7,5 kb.

### Pathogenität
C. felis wird durch die Biostoffverordnung in Verbindung mit der TRBA 466 der Risikogruppe 2 zugeordnet und als Zoonoseerreger gekennzeichnet. Damit wird prinzipiell auf die Möglichkeit hingewiesen, dass eine Infektion direkt oder indirekt zwischen Tieren und Menschen übertragen werden kann. Tatsächlich sind einige Fälle dokumentiert, in denen C. felis von Katzen auf den Menschen übertragen wurde.

### Nachweise
C. felis besitzt – auf seiner Zellwand aufgelagert – Lipopolysaccharide. Diese Verbindungen aus fettähnlichen Bestandteilen, verbunden mit drei Zuckerbestandteilen, wirken als Antigen und können serologisch für den Nachweis verwendet werden. Häufiger erfolgt in der klinischen Diagnostik jedoch der Nachweis durch einen erhöhten Titer an Antikörpern, die dabei verwendeten Antigene zeigen aber meist auch andere Chlamydophila- oder Chlamydia-Arten an.
Wesentlich spezifischer ist der Nachweis bestimmter Teile des bakteriellen Genoms mit Hilfe des PCR-Verfahrens (Polymerase-Kettenreaktion). Dabei werden Genabschnitte, die typisch für die Bakterienart sind, vervielfältigt und nachgewiesen. Ein 2010 entwickeltes Verfahren beruht auf der Real Time Quantitative PCR (q-PCR), dabei wird der Fluoreszenzfarbstoff SYBR Green eingesetzt, der sich an die Genabschnitte anlagert und eine Fluoreszenz verursacht. Die Stärke der Fluoreszenz wird während eines PCR-Zyklus in Echtzeit erfasst (daher die Bezeichnung real time) und dient der quantitativen Bestimmung der vorhandenen Genabschnitte und somit einer quantitative Erfassung der Bakterienart. Das in Japan entwickelte Verfahren zielt auf den Nachweis von Chlamydophila psittaci ab, es lassen sich aber auch andere tierpathogene Chlamydophila-Arten, u. a. C. felis, damit nachweisen. Es können klinische Proben (z. B. Faeces) oder infizierte Zellen eingesetzt werden, aus denen zunächst die Extraktion der DNA erfolgt, mit der dann die q-PCR durchgeführt wird.

## Vorkommen
Das natürliche Habitat von C. felis ist die Hauskatze, der Erreger ist weltweit nachweisbar.

## Systematik

### Äußere Systematik
Die Systematik der Ordnung Chlamydiales – und damit auch der Gattungen Chlamydia und Chlamydophila – hat sich durch die Untersuchungen von Everett u. a. aus dem Jahr 1999 grundlegend verändert. Vorher wurde Chlamydophila felis der Art Chlamydia psittaci (nun als Chlamydophila psittaci bezeichnet) zugeordnet, mit der Besonderheit, dass dieses Bakterium nicht wie sonst üblich bei Vögeln, sondern bei Katzen vorkam. Als Ergebnis der Untersuchungen wurde C. felis als eigene Spezies klassifiziert.

### Innere Systematik
Die Art Chlamydophila felis lässt sich in mehrere Serotypen unterscheiden. Bisher üblich ist die Unterscheidung verschiedener Bakterienstämme. Die Untersuchungen von Everett u. a. zeigen, dass die Stämme „FP Pring“ und „FP Cello“ über ein Plasmid verfügen, der Stamm „FP Baker“ jedoch nicht. Dieser Stamm gilt als Typusstamm für die Spezies, er wird auch unter der Bezeichnung ATCC VR-120 geführt. Dieser Stamm wird als attenuierter Lebendimpfstoff zur Impfung von Katzen verwendet.

### Etymologie
Der Artname bezieht sich auf das Vorkommen, felis aus dem Lateinischen bedeutet „der Katze“ (Genitiv), verweist also auf die Hauskatze als wichtigsten Wirt.

## (Veterinär-)medizinische Bedeutung
C. felis kommt endemisch bei Hauskatzen vor und ist bei ihnen ein Krankheitserreger von Konjunktivitis (Bindehautentzündung) und Rhinitis (Schnupfen), seltener auch Pneumonitis, vor allem im Rahmen des Katzenschnupfens.
Die Übertragbarkeit auf den Menschen ist möglich, wobei bislang nur Einzelfälle wissenschaftlich dokumentiert sind. Häufig ist bei einer Konjunktivitis beim menschlichen Patienten Chlamydia trachomatis der Krankheitserreger. In einer Fallstudie konnte durch eine weitergehende Untersuchung eines Patienten mit chronischer Bindehautentzündung eine Infektion mit C. trachomatis ausgeschlossen werden. Daraufhin erfolgte die Isolierung des Krankheitserregers und anschließend die Isolierung eines Bakteriums von der Katze des Patienten. Beide Proben erwiesen sich als Chlamydophila felis, so dass eine Zoonose wahrscheinlich ist. Die Infektion konnte mit dem Antibiotikum Doxycyclin erfolgreich behandelt werden. Allgemein werden zur Therapie von Infektionen mit C. felis und verwandten Arten Antibiotika aus der Gruppe der Tetracycline und der Makrolide eingesetzt. Penicillin und anderen Antibiotika mit der gleichen Wirkungsweise (Betalactam-Antibiotika) sind unwirksam, da ihr Wirkort, das Peptidoglycan, nicht bei Chlamydophila vorhanden ist.